# Каракемер (Кордайский район)
Каракеме́р (каз. Қаракемер) — село в Кордайском районе Жамбылской области Казахстана. Административный центр Каракемерского сельского округа. Находится примерно в 52 км к востоку от районного центра, села Кордай. Код КАТО — 314839100.

## Население
В 1999 году население села составляло 3214 человек (1851 мужчина и 1363 женщины). По данным переписи 2009 года в селе проживали 2982 человека (1467 мужчин и 1515 женщин).